# FRHI Hotels and Resorts
FRHI Hotels and Resorts est une entreprise détenant et gérant des hôtels basée à Toronto, Ontario, au Canada et détenue par AccorHotels. Fondée en 2006 comme une coentreprise entre Kingdom Holdings et Colony Capital, FRHI est la société mère qui gère les trois marques d'hôtels Fairmont, Raffles et Swissôtel qui comptent plus de 100 hôtels et resorts dans 30 pays à travers le monde. AccorHotels a acquis le groupe en décembre 2015.
Colony Capital possédait la chaîne Raffles qui comprenait Swissôtel et le groupe a acheté Fairmont. La société possédait également la chaîne Delta Hotels vendue en octobre 2007 à une Société de la Couronne de Colombie-Britannique qui l'a vendue en 2015 à Marriott International.

## Historique

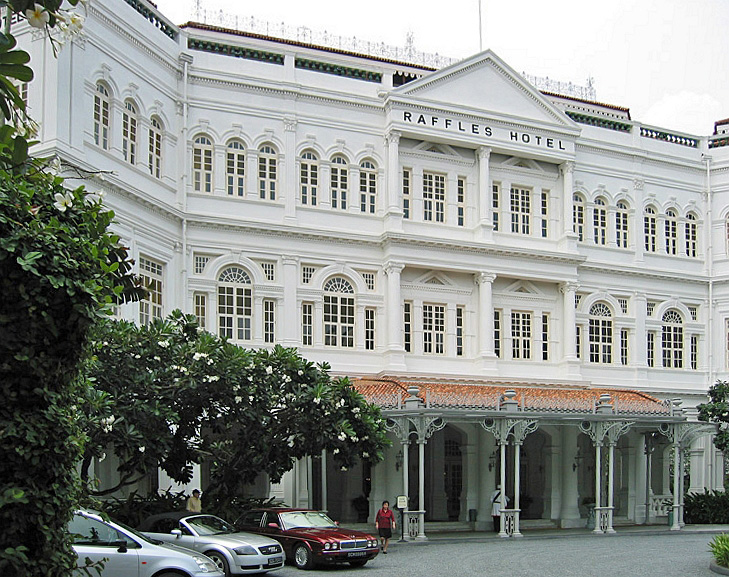
Hôtel Raffles, Singapour est le fleuron de l'hôtel de Raffles International.

L'histoire du groupe débute en 1989 avec la restauration de l'Hôtel Raffles à Singapour et le projet immobilier Raffles City. 
La société devenue Raffles Hotels and Resorts a acheté la chaîne Swissôtel en 2001, et a repris la gestion du Westin Stamford et du Plaza. Le 1er janvier 2002, les deux hôtels ont été rénovés et renommés Swissôtel The Stamford et Raffles The Plaza.
Le 18 juillet 2005, le fonds d'investissement privés américain Colony Capital annonce l'achat de Raffles Holdings à partir du 1er octobre 2005 ce qui inclut les 41 hôtels et centres de villégiature, et les hôtels en cours de construction.
En mai 2006, Colony Capital s'associe au groupe saoudien Kingdom Hotels International du prince Al-Walid ben Talal pour acheter Fairmont Hotels and Resorts. L'ensemble des marques est regroupé sous une nouvelle entité nommée Fairmont Raffles Hotels International basée à Toronto.
Le 2 octobre 2007, la société de la Couronne British Columbia Investment Management Corporation achète la chaîne Delta Hotels à Fairmont puis la vendra en 2015 à Marriott International.
En décembre 2015, AccorHotels achète le groupe Fairmont Hotel & Resorts et ses filiales Raffles et Swissôtel pour 2,9 milliards de dollars.

## Organisation
- Fairmont Hotels and Resorts
- Raffles Hotels and Resorts
- Swissôtel